# Станин (гмина)
Станин (пол. Stanin) — сельская гмина (волость) в Польше, входит как административная единица в Лукувский повет, Люблинское воеводство. Население — 9883 человека (на 2004 год).

## Сельские округа
1. Александрув
2. Анонин
3. Боровина
4. Целины-Шляхецке
5. Целины-Влосцяньске
6. Гузд
7. Ярчувек
8. Еленец
9. Йонник
10. Юзефув
11. Кежкув
12. Кий
13. Копина
14. Косуты
15. Липняк
16. Недзвядка
17. Нова-Врублина
18. Новы-Станин
19. Огниво
20. Сарнув
21. Станин
22. Стара-Гонска
23. Стара-Врублина
24. Тухович
25. Весолувка
26. Внентшне
27. Вулька-Заставска
28. Загозьдзе
29. Заставе

## Прочие поселения
1. Бялоглина
2. Бзеле
3. Целины-Влосцяньске-Колёня
4. Доминикувка
5. Двожиска
6. Гонсувка
7. Гурки
8. Ярчувек-Колёня
9. Едлянка
10. Йонник-Колёня
11. Каня
12. Косуты-Колёня
13. Куявы
14. Льниска
15. Надзяры
16. Новы-Свят
17. Острув
18. Отшнога
19. Пяски
20. Плуски
21. Подбжосча
22. Пулька
23. Прухница
24. Рештувка
25. Рыциска
26. Сахалин
27. Стайки
28. Станиславув
29. Витольдув
30. Выгода
31. Залонче
32. Замек
33. Зарудзе
34. Заставе-Колёня
35. Заводзе
36. Завывозе
37. Злота-Ружа

## Соседние гмины
1. Гмина Кшивда
2. Гмина Лукув
3. Гмина Сточек-Луковски
4. Гмина Войцешкув
5. Гмина Воля-Мысловска